# This Love (chanson d'Angela Aki)
Pour les articles homonymes, voir This Love.
Singles de Angela Aki
Kiss Me Good-Bye
(2006) サクラ色 / SAKURA-iro
(2007)
This Love est le quatrième single d'Angela Aki. Réalisée au Japon, le 31 mai 2006 au Japon, cette chanson est également utilisée en tant que 3e générique de clôture pour l'anime Blood+. Tout comme Kiss Me Good-Bye, This Love se classe dans le top 10 japonais et pour être plus précis, en 6e place. 

## Le single
【CD】
1. This Love
2. 自由の足跡 / Jiyū no Ashiato
3. Kiss from a Rose (Reprise de Seal)

【DVD】
1. 「This Love」 Music Video